# Rutger van Mazijk
Rutger van Mazijk (Rotterdam, 18 mei 1934 – 29 december 2024) was een Nederlands organist en beiaardier.

## Levensloop

### Studies
Van Mazijk ging na zijn middelbare school naar de Koninklijke Academie van Beeldende Kunsten maar verruilde deze al snel voor het conservatorium. Hij kreeg orgellessen van Piet van den Kerkhoff in de Nieuwe Zuiderkerk in Rotterdam en volgde privélessen bij Feike Asma in Den Haag. Zijn theoretische vaardigheden kreeg hij van Jan van Dijk aan het Rotterdams Conservatorium. Tevens behaalde hij zijn staatsdiploma voor piano. Hierna volgde hij nog beiaardlessen aan de beiaardschool in Amersfoort.

### Loopbaan
Van Mazijk begon in 1964 met orgelspelen aan de Oude Kerk in Amsterdam. Hij maakte hier vele bewerkingen en muziek van Psalm 150. Later werd hij muziekdocent aan het Utrechts Conservatorium. Hij gaf onder meer les aan de organisten André Knevel en Wybe Kooijmans. Hierna werd hij beiaardier, dirigent en organist van de katholieke Sint-Jansbasiliek in Laren.
Vervolgens stapte Van Mazijk over naar de Sint Maartenkerk in Tiel. Daarnaast gaf hij ook orgelconcerten. Toen hij in 1989 naar het Drentse Ruinen verhuisde maakte hij een einde aan zijn orgelcarrière maar schreef nog wel een aantal koraalbewerkingen. In 1993 verscheen er van hem nog een cd Rutger van Mazijk speelt eigen koraalbewerkingen dat werd opgenomen op het orgel van de Lutherse kerk in Delft.
Rutger van Mazijk overleed in 2024 op 90-jarige leeftijd.

## Koraalbewerkingen
- (1992) 'k Roep, Heer, in angst tot U gevloden
- (1992) Psalm 46
- (1992) Psalm 100
- (1993) Psalm 150
- (1996) Psalm 150
- (1996) O vader, dat uw liefd' ons blijk
- (1998) Wien heb ik nevens u omhoog
- (2016) Komt laat ons voortgaan kind'ren
- (2016) Psalm 73